# بريت روبنسون (لاعب اتحاد الرغبي)
بريت روبنسون (بالإنجليزية: Brett Robinson)‏ (و. 1970  م) هو لاعب اتحاد الرغبي، وطبيب أسترالي، ولد في توومبا، مركز لعبه هو حامي الأجناب ‏.

## روابط خارجية
- بريت روبنسون عل موقع إسبنسكروم (الإنجليزية)
- بريت روبنسون على موقع ItsRugby.co.uk (الإنجليزية)